# Janče
Janče – wieś w Słowenii, w gminie miejskiej Lublana. W 2018 roku liczyła 22 mieszkańców. 
Na terenie osady funkcjonuje schronisko turystyczne na Jančah. 